# Aleurolobus longisetosus
Aleurolobus longisetosus là một loài côn trùng cánh nửa trong họ Aleyrodidae, phân họ Aleyrodinae.
Aleurolobus longisetosus được Dubey & Sundararaj miêu tả khoa học đầu tiên năm 2006.